# Aeroportul Municipal Auburn/Lewiston
Aeroportul Municipal Auburn/Lewiston (IATA: LEW, ICAO: KLEW, FAA LID: LEW) este un aeroport din Maine, Statele Unite ale Americii ce deservește zona Auburn⁠(d). Aeroportul a fost tranzitat în 2019 de 68 de pasageri.
Situat la o altitudine de 88 m, aeroportul dispune de 2 piste.

## Infrastructură

### Piste
Aeroportul dispune de 2 piste. Pista 04/22 are suprafața de asfalt și dimensiunile 5.001 picioare × 100 picioare. Pista 17/35 are suprafața de asfalt și dimensiunile 2.750 picioare × 75 picioare. 